# 14105 Nakadai
14105 Nakadai è un asteroide della fascia principale. Scoperto nel 1997, presenta un'orbita caratterizzata da un semiasse maggiore pari a 2,9790138 UA e da un'eccentricità di 0,1062423, inclinata di 9,29000° rispetto all'eclittica.
L'asteroide era stato inizialmente battezzato 14105 Fransson per poi essere corretto nella denominazione attuale. L'eponimo venne poi attribuito all'asteroide 13101 Fransson.
Inoltre l'eponimo Nakadai era stato inizialmente assegnato a 26541 Garyross che ricevette poi l'attuale denominazione.
L'asteroide è dedicato all'attore giapponese Tatsuya Nakadai.